# Llotja de la Seda
Llotja de la Seda je název pro několik budov ve Valencii ve stejnojmenném společenství Španělska, ve kterých se v minulosti provozoval obchod, a to zejména s hedvábím. Budovy jsou vystavěny v gotickém slohu, jejich výstavba spadá do 15. a 16. století. Pro svou mimořádnou kulturní hodnotu byly v roce 1996 zapsány na seznam světového dědictví.